# Centraal-Amerikaanse kampioenschappen wielrennen 2025 – Individuele tijdrit vrouwen beloften
De individuele tijdrit voor vrouwen beloften op de Centraal-Amerikaanse kampioenschappen wielrennen 2025 werd gehouden op 11 april. De vier deelneemsters moesten een parcours van 19,6 kilometer in de Guatemalteekse stad Quetzaltenango afleggen, met start en finish naast de luchthaven. De Costa Ricaanse Sofía Quirós won, voor haar landgenote Diandra Ramírez en Hannea Puac uit Guatemala.

## Uitslag
| Plaats | Naam            | Tijd       |
| ------ | --------------- | ---------- |
| Goud   | Sofía Quirós    | 36'12,57"  |
| Zilver | Diandra Ramírez | + 39,03"   |
| Brons  | Hannea Puac     | + 1'24,01" |
| 4      | Maraya López    | + 4'16,15" |